# Gheorghe Scripcă

Gheorghe Scripcă

Gheorghe Scripcă (n. 27 iulie 1930, Ilișești, Suceava, d. 5 ianuarie 2002, București) a fost un prozator, poet, dramaturg român, lector universitar și redactor în cadrul Televiziunii Române.
Scriitorul Gheorghe Scripcă s-a născut in comuna Ilișești, județul Suceava la 27 iulie 1930. A absolvit Facultatea de Filologie la Iași în anul 1954. În perioada 1955 - 1959 a fost lector universitar la Conservator, Institutul de Arte Plastice și Institutul de Teatru din București. Între anii 1959 - 1960 a fost redactor la Editura Tineretului, apoi, (1961 - 1962) la „Revista Sindicatelor”. Între 1963 - 1990 a lucrat ca redactor la Televiziunea Română și Radiodifuziune. După pensionare, din 1990 până în 2002, a colaborat cu publicația „Meridianul Românesc” din S.U.A.
Activitatea sa literară a avut ca pilon central scrieri în versuri și proză adresate copiilor și tineretului. Talentul literar i-a fost recunoscut încă din 1954, când Uniunea Scriitorilor i-a decernat premiul pentru poezie. A scris piese de teatru pentru copii și scenarii pentru spectacole cu actori, cu păpuși și marionete. A realizat și traduceri și adaptări din limba bulgară.

## Operă
Inspirația multor cărți a avut la bază copilăria sa dificilă, dar plină de aventuri în perioada celui de-al Doilea Război Mondial, dar și viața alături de descendenții lui.
- Hai la groapa cu furnici, 1998, Editura Porto Franco, Galați, ISBN 973-557-508-6
- Albă ca făina și cei șapte covrigi, 1996, Editura Porto Franco, Galați, ISBN 973-557-436-5
- Prizonier în... Disneyland, 1993, Editura Porto Franco, Galați, ISBN 973-557-183-8
- A venit un pui de brad, 1989 Editura Ion Creangă, București ISBN 973-25-0026-3
- Făt-frumos din delta-plan, 1986 Editura Ion Creangă, București
- Cenușilă și Sprintenilă, 1982 Editura Ion Creangă, București, traducere și adaptare de Gheorghe Scripcă și Iolanda Scripcă după cartea scriitoarei bulgare Leda Mileva
- Fântâni; Băiatul din cămașa cu cai; Noroc, și fii băiat de treabă; Cinci sub cerul liber, 1977
- Misterul nucului trăsnit, 1975 Editura Ion Creangă, București
- Nimbul izvoarelor, Misterul nucului trăsnit, 1974

Gheorghe Scripcă este înmormântat pe Aleea Scriitorilor (Strǎulești 2) din București, alături de soția și promotorul său cultural, Viorica Greciuc Scripcă.